# Wronskiano
In matematica, il wronskiano è un determinante introdotto dal matematico polacco Josef Hoene-Wronski diffusamente utilizzato nello studio di equazioni differenziali. Consente frequentemente di mostrare l'indipendenza lineare di un insieme di soluzioni.

## Definizione
Il wronskiano di due funzioni differenziabili {\displaystyle f} e {\displaystyle g} è {\displaystyle W(f,g)=fg'-gf'}. In generale, dato un insieme di n funzioni {\displaystyle f_{1},\dots ,f_{n}}, il wronskiano {\displaystyle W(f_{1},\dots ,f_{n})} è definito come:
{\displaystyle W(f_{1},\ldots ,f_{n})(x)={\begin{vmatrix}f_{1}(x)&f_{2}(x)&\cdots &f_{n}(x)\\f_{1}'(x)&f_{2}'(x)&\cdots &f_{n}'(x)\\\vdots &\vdots &\ddots &\vdots \\f_{1}^{(n-1)}(x)&f_{2}^{(n-1)}(x)&\cdots &f_{n}^{(n-1)}(x)\end{vmatrix}}\qquad x\in I}
ovvero come il determinante della matrice quadrata costruita mettendo le funzioni nella prima riga, la derivata prima di ogni funzione nella seconda riga, e così fino alla derivata {\displaystyle n-1}. In una equazione differenziale lineare del secondo ordine, il wronskiano può essere calcolato facilmente con l'identità di Abel.

## Indipendenza lineare
Il wronskiano può essere usato per determinare se un insieme di funzioni derivabili è linearmente indipendente su un dato intervallo, in quanto se le funzioni {\displaystyle f_{i}} sono linearmente dipendenti allora lo sono anche le loro derivate (essendo la derivata una trasformazione lineare), e dunque le colonne del wronskiano sono linearmente dipendenti.
Se il wronskiano è diverso da zero in almeno un punto dell'intervallo allora le funzioni associate sono linearmente indipendenti nell'intervallo; se sono invece linearmente dipendenti è uguale a zero, tuttavia non è vero il viceversa: se il wronskiano è uniformemente zero nell'intervallo le funzioni possono anche non essere linearmente dipendenti, cioè il fatto che {\displaystyle W=0} ovunque non implica la dipendenza lineare.
Questo utilizzo del wronskiano è presente in molte situazioni, ad esempio per verificare l'indipendenza lineare di due soluzioni di un'equazione differenziale ordinaria del secondo ordine.

### Esempi
- Si considerino le funzioni {\displaystyle f_{1}(x)=x^{2}}, {\displaystyle f_{2}(x)=x} e {\displaystyle f_{3}(x)=1} definite per {\displaystyle x} numero reale. Calcolando il wronskiano:

{\displaystyle W={\begin{vmatrix}x^{2}&x&1\\2x&1&0\\2&0&0\end{vmatrix}}=-2}
si vede che {\displaystyle W} non è uniformemente nullo, quindi queste funzioni devono essere linearmente indipendenti.
- Si considerino le funzioni {\displaystyle f_{1}(x)=2x^{2}+3}, {\displaystyle f_{2}(x)=x^{2}}, e {\displaystyle f_{3}(x)=1}. Queste funzioni sono linearmente dipendenti, infatti {\displaystyle 2x^{2}+3=2(x^{2})+3(1)}. Così il wronskiano deve essere zero; come si può verificare nel seguente modo:

{\displaystyle W={\begin{vmatrix}2x^{2}+3&x^{2}&1\\4x&2x&0\\4&2&0\end{vmatrix}}=8x-8x=0}
- Come detto precedentemente, il fatto che il wronskiano sia nullo non implica in generale che le funzioni considerate siano linearmente dipendenti. Si considerino le funzioni {\displaystyle f_{1}(x)=x^{3}} e {\displaystyle f_{2}(x)=|x^{3}|}, con {\displaystyle |\cdot |} il valore assoluto. La seconda funzione può essere scritta come:

{\displaystyle |x^{3}|=\left\{{\begin{matrix}-x^{3}\qquad x<0\\x^{3}\qquad x\geq 0\end{matrix}}\right.}
È possibile verificare che queste due funzioni sono linearmente indipendenti nell'insieme dei numeri reali; tuttavia il loro wronskiano è zero:
{\displaystyle W=\left\{{\begin{matrix}{\begin{vmatrix}x^{3}&-x^{3}\\3x^{2}&-3x^{2}\end{vmatrix}}=-3x^{5}+3x^{5}=0\qquad x<0\\{\begin{vmatrix}x^{3}&x^{3}\\3x^{2}&3x^{2}\end{vmatrix}}=3x^{5}-3x^{5}=0\qquad x\geq 0\end{matrix}}\right.}